# Bicyclus xeneoides
Bicyclus xeneoides är en fjärilsart som beskrevs av Condamin 1961. Bicyclus xeneoides ingår i släktet Bicyclus och familjen praktfjärilar. Inga underarter finns listade i Catalogue of Life.